# Bassin Pôle Sud-Aitken
Pour les articles homonymes, voir Aitken.

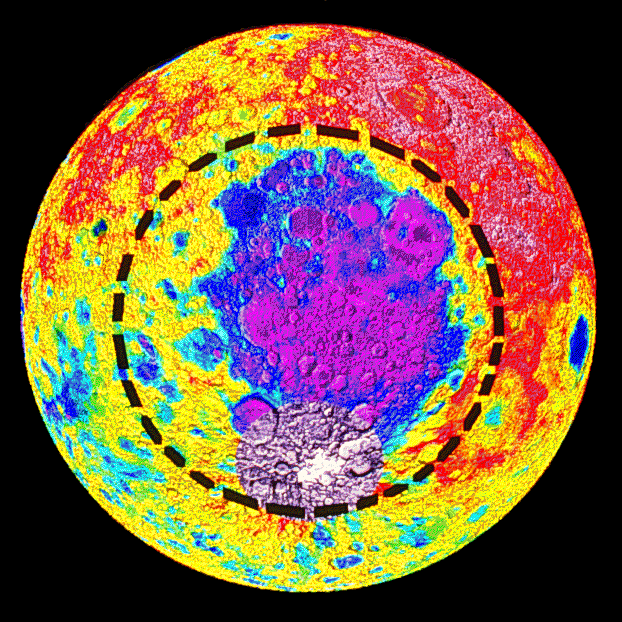
Carte topographique du bassin Pôle Sud-Aitken par la sonde Clementine. La couleur rouge représente les altitudes élevées, le pourpre les basses altitudes, la tache blanche le pôle sud.

Le bassin Pôle Sud-Aitken est le plus grand bassin d'impact de la surface de la Lune, et même du système solaire, avec environ 2 500 km de diamètre pour 13 km de profondeur. Le seul bassin d'impact qui s'en rapproche par la taille est Hellas Planitia sur Mars, avec 2 100 km de diamètre. Son nom reprend celui de deux grands sites lunaires se trouvant en vis-à-vis sur les bords du bassin : le cratère Aitken sur le versant nord, et le pôle sud de la Lune sur le versant sud. La couronne externe du bassin peut être vue depuis la Terre sous la forme d'une immense chaîne de montagnes située près du limbe — ligne d'horizon — sud de la Lune, et parfois appelée « montagnes de Leibnitz », bien que ce nom n'ait jamais été reconnu officiellement par l'Union astronomique internationale (UAI).

## Nomenclature
Lorsque l'énergie cinétique de l'impacteur est suffisante pour atteindre le manteau à travers la croûte et provoquer des épanchements magmatiques, on parle de bassin d'impact et non plus de cratère d'impact[réf. nécessaire].

## Découverte
L'existence d'un bassin géant sur la face cachée de la Lune était supposée dès 1962, d'après les images des premières sondes lunaires (Luna 3 et Zond 3), mais ce n'est qu'au milieu des années 1960 que les géologues purent le mesurer véritablement avec la couverture photographique totale du programme Lunar Orbiter.
Les données laser altimétriques obtenues durant les missions Apollo 15 et 16 ont montré que la partie nord du bassin était très profonde, mais comme les données recueillies par les modules de service et de commande lors de leurs orbites ne concernaient que la région équatoriale, la topographie du reste du bassin nous demeurait encore inconnue. La première carte géologique complète montrant les limites du bassin fut publiée en 1977 par l'USGS. On n'en sut un peu plus qu'à la fin des années 1990, quand les sondes Galileo et Clementine survolèrent la Lune. Les images multispectrales obtenues par ces missions montrèrent que le bassin était plus riche en FeO et en TiO2 que les plateaux lunaires typiques, d'où son aspect plus sombre. La topographie du bassin fut entièrement cartographiée pour la première fois en utilisant les données altimétriques et l'analyse des images stéréoscopiques obtenues durant la mission Clementine. Plus récemment, la composition du bassin a été étudiée plus en détail par l'analyse des données obtenues par le spectromètre gamma à bord de la sonde Lunar Prospector.

## Caractéristiques physiques

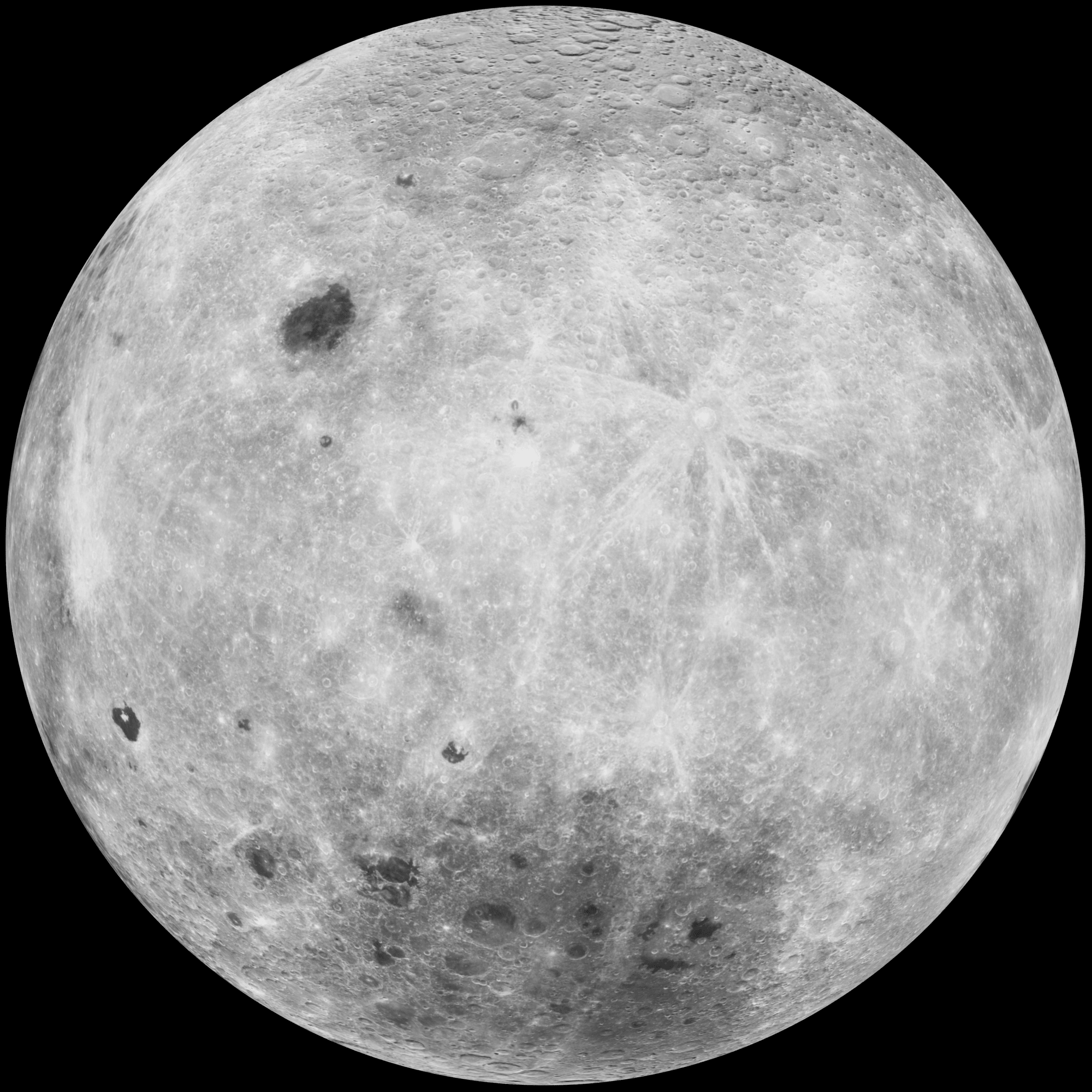
Face cachée de la Lune. Le bassin Pôle Sud-Aitken est la zone sombre en bas de l'image.

Les altitudes les plus basses de la Lune (−6 km) sont localisées à l'intérieur du bassin, et les altitudes les plus élevées (environ +8 km) sont situées sur les versants nord-est du bassin. À cause de la grande taille du bassin, la croûte de cet endroit est supposée être moins épaisse que la croûte lunaire typique, puisqu'elle résulte d'un impact, une grande quantité de matériaux a été déplacée. Les cartes d'épaisseur de la croûte construites à partir de la topographie lunaire et du champ gravimétrique indiquent une épaisseur d'environ 15 km sous le plancher du bassin, en comparaison la moyenne générale est d’environ 50 km.
La composition du bassin, d'après les missions Galileo, Clémentine et Lunar Prospector, est différente de la composition des régions montagneuses typiques. Plus important, aucun des échantillons obtenus par les missions américaines Apollo et russes Luna, ni les météorites lunaires recueillies sur Terre, n'a une composition comparable. Les données obtenues par les sondes en orbite indiquent que le sol du bassin montre une abondance significative en fer, titane et thorium. Sur le plan géologique, le sol du bassin est plus riche en clinopyroxène et en orthopyroxène que les régions montagneuses environnantes qui sont majoritairement anorthositiques.
Plusieurs possibilités existent pour expliquer cette signature chimique différente :
- Il est ainsi possible que cette composition représente simplement la composition des couches inférieures de la croûte, qui seraient plus riches en ces éléments que la partie supérieure.

- Une autre possibilité est que cette composition reflète la large dispersion des lacs basaltiques riches en fer, identiques à ceux qui forment les mers lunaires.

- Enfin, ces roches peuvent provenir du manteau lunaire si le bassin a été entièrement vidé de sa croûte par l'impact.

L'origine de l'anomalie de la composition de ce bassin n'est pas encore certaine aujourd'hui, et une mission de retour d'échantillons sera probablement nécessaire pour régler ce débat. Pour compliquer les choses, le fait est que les trois possibilités évoquées pourraient toutes avoir joué un rôle dans l'anomalie géochimique de ce bassin. En outre, il est possible qu'une grande partie de la surface lunaire à proximité de ce bassin ait été fondue lors de l'impact, et qu'ensuite la différenciation du sol fondu de cet impact ait produit des anomalies géochimiques.

## Origine
Des simulations d'impacts presque verticaux montrent que ce bassin a dû excaver de vastes quantités de matériaux du manteau profond d'au moins 200 km sous la surface. Toutefois, les observations jusqu'à maintenant ne sont pas en faveur d'un bassin composé à partir du manteau, et les cartes d'épaisseur de la croûte semblent indiquer la présence d'environ 10 kilomètres de croûte sous le plancher de ce bassin. Cela a suggéré pour certains que le bassin n'ait pas été formé à la suite d'un impact typique à grande vitesse, mais plutôt par un impacteur à faible vitesse sous un angle faible (d'environ 30° ou moins), qui n'aurait pas creusé très profondément dans le sol lunaire. Les éléments de preuve supposés pour cette hypothèse seraient les hautes altitudes, au nord-est du versant du bassin Pôle Sud-Aitken, qui pourraient représenter les éjections asymétriques de cet impact oblique.